# Anastasija Grigorjeva
Anastasija Grigorjeva (Daugavpils, 12 de maig de 1990) és una lluitadora de lluita lliure esportiva letona.

## Trajectòria esportiva
L'any 2003 va començar a entrenar en lluita lliure, després que s'hagués dedicat anteriorment al judo. Ja de ben jove va obtenir grans èxits: el segon lloc en el Campionat d'Europa cadet de 2007, el primer lloc al Campionat d'Europa júnior de 2008, el segon lloc al Campionat del Món i d'Europa júnior de 2009. Més endavant, va guanyar la medalla d'or al Campionat d'Europa de lluita de 2010 en la modalitat de lluita lliure femenina -55 kg. També va guanyar la d'argent al campionat de 2012, aquella vegada, en la modalitat de lluita lliure femenina -59 kg. A partir de 2012 estudià a la Universitat de Daugavpils.
El maig de 2012 va passar a la final de les competicions d'accés als Jocs Olímpics d'Estiu de 2012 a Londres, en les que va obtenir la classificació necessària per competir-hi en la categoria de pes de fins a 63 kg. En aquells Jocs, va sortir a la segona ronda i va aconseguir el novè lloc. El 2013 va guanyar per segona vegada el títol de campiona d'Europa, aquesta vegada en la categoria de pes de fins a 63 kg. Després dels Jocs Olímpics es va iniciar amb èxit en tornejos. Va guanyar totes les competicions internacionals possibles, 16 victòries consecutives i la tercera etapa més llarg de victòries a la història dels lluitadors d'elit de la FILA. L'any 2013 va ser escollida la millor esportista de l'any de Letònia. El març de 2014 es va classificar en el primer lloc del rànquing mundial, i a l'abril va guanyar la seva tercera medalla d'or en el Campionat d'Europa. Aquell mateix any 2014 va aconseguir la medalla de bronze en el Campionat del Món de lluita i va tornar a ser escollida com a millor esportista de Letònia.

## Palmarès
| Campionat                 | 2006 | 2007             | 2008         | 2009             | 2010              | 2011 | 2012             | 2013         | 2014              |
| ------------------------- | ---- | ---------------- | ------------ | ---------------- | ----------------- | ---- | ---------------- | ------------ | ----------------- |
| Jocs Olímpics             |      |                  |              |                  |                   |      | 9                |              |                   |
| Campionat del Món         |      |                  |              | 21               |                   | 15   |                  |              | Medalla de bronze |
| Campionat d'Europa        |      |                  |              | 8                | Medalla d'or      |      | Medalla de plata | Medalla d'or | Medalla d'or      |
| Campionat del Món júnior  |      |                  | 5            | Medalla de plata | 15                |      |                  |              |                   |
| Campionat d'Europa júnior |      |                  | Medalla d'or | Medalla de plata | Medalla de bronze |      |                  |              |                   |
| Campionat d'Europa cadet  | 15   | Medalla de plata |              |                  |                   |      |                  |              |                   |